# پاچیر

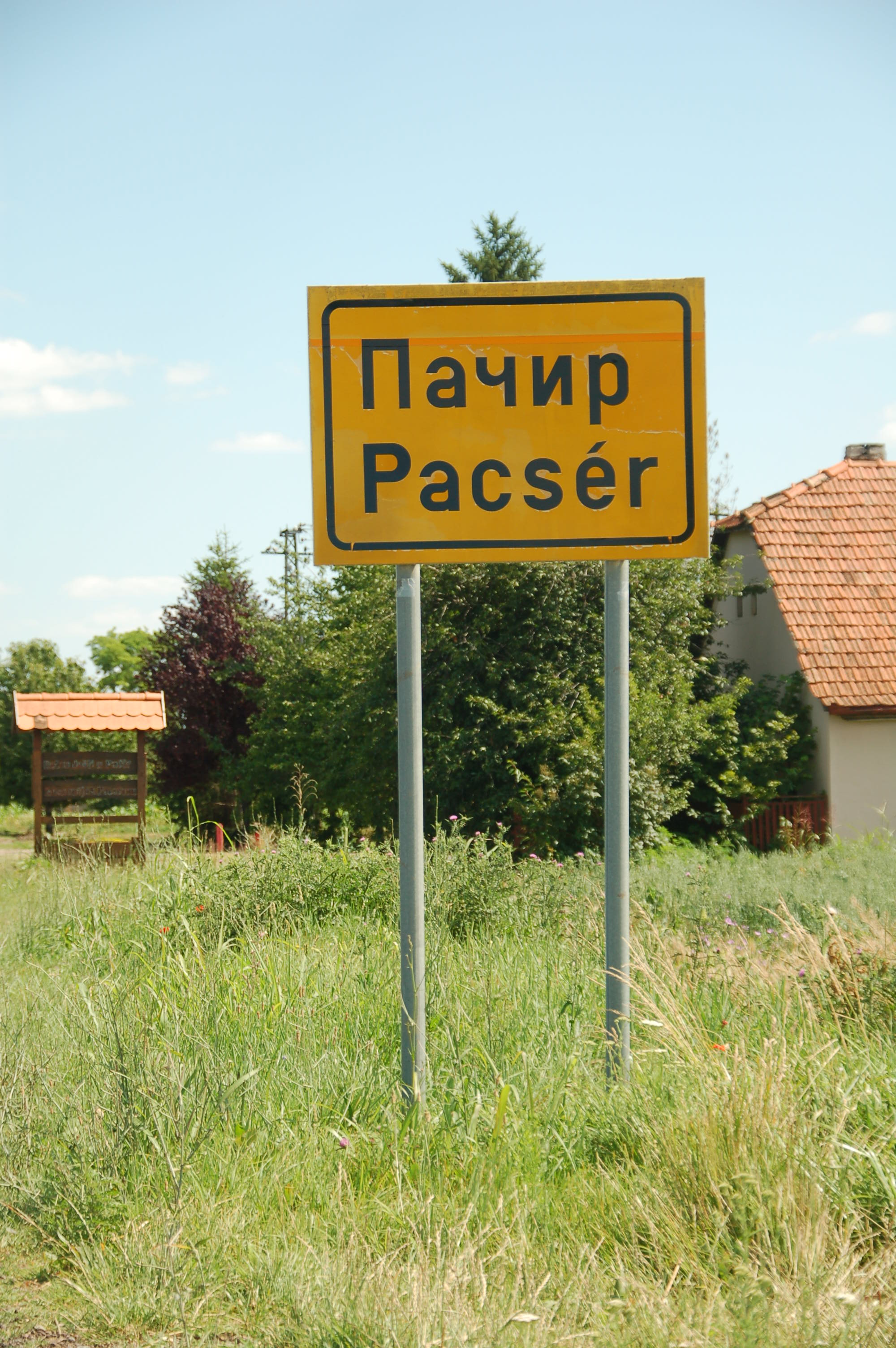
Place-name sign, helynév jel, Pacir Ortstafel,

پاچیر (به صربی: Pačir) یک منطقهٔ مسکونی در صربستان است که در Bačka Topola Municipality واقع شده‌است. پاچیر ۷۷٫۸۲ کیلومتر مربع مساحت و ۲٬۵۸۰ نفر جمعیت دارد و ۱۱۴ متر بالاتر از سطح دریا واقع شده‌است.

## خواهرخوانده
شهر کیش‌اوی‌سالاش خواهرخواندهٔ پاچیر هست.